# Fally Mayulu
Pour les articles homonymes, voir Mayulu.
Fally N'Dofunsu Mayulu, né le 15 juillet 2002 au Blanc-Mesnil, est un footballeur français qui joue comme attaquant pour le club de Bristol City FC.

## Carrière en club
Mayulu est passé par les équipes de jeunes d'Epinay et de l'Entente SSG avant de rejoindre le RC Lens. Après trois ans à Lens, il est testé au Paris Saint-Germain, mais finira par rejoindre l'équipe allemande du VfL Wolfsburg.
En février 2022, Mayulu rejoint l'équipe autrichienne BW Linz.
Le 3 mars 2023, Mayulu signe un contrat de quatre saisons avec le Rapid Vienne, à compter de la saison 2023-2024.
Le 1er juillet 2024, Mayulu est transféré à Bristol City, alors en deuxième division anglaise où il signe un contrat de quatre ans.

## Carrière internationale
Mayulu est éligible pour représenter la France et la République démocratique du Congo au niveau international.

## Vie privée
Il est le frère aîné de Senny Mayulu, également footballeur et est un produit de l'Académie du Paris Saint-Germain.

## Statistiques de carrière

### En club
| Saison                | Club                  | Championnat           | Championnat | Championnat | Championnat | Coupe(s) nationale(s) | Coupe(s) nationale(s) | Coupe(s) nationale(s) | Compétition(s) continentale(s) | Compétition(s) continentale(s) | Compétition(s) continentale(s) | Compétition(s) continentale(s) | Total | Total | Total |
| Saison                | Club                  | Division              | M.          | B.          | P.d.        | M.                    | B.                    | P.d.                  | Comp.                          | M.                             | B.                             | P.d.                           | M.    | B.    | P.d.  |
| 2020-2021             | Wolfsburg II          | Regionalliga Nord     | 1           | 0           | 0           | -                     | -                     | -                     | -                              | -                              | -                              | -                              | 1     | 0     | 0     |
| Sous-total            | Sous-total            | Sous-total            | 1           | 0           | 0           | -                     | -                     | -                     | -                              | -                              | -                              | -                              | 1     | 0     | 0     |
| 2021-2022             | FC Blau-Weiß Linz     | 2.Liga                | 13          | 3           | 2           | -                     | -                     | -                     | -                              | -                              | -                              | -                              | 13    | 3     | 2     |
| 2022-2023             | FC Blau-Weiß Linz     | 2.Liga                | 30          | 11          | 11          | 3                     | 1                     | 0                     | -                              | -                              | -                              | -                              | 33    | 12    | 11    |
| Sous-total            | Sous-total            | Sous-total            | 43          | 14          | 13          | 3                     | 1                     | 0                     | -                              | 0                              | 0                              | 0                              | 46    | 15    | 13    |
| 2023-2024             | Rapid Vienne          | Bundesliga            | 28          | 6           | 3           | 4                     | 5                     | 0                     | C4                             | 3                              | 0                              | 0                              | 35    | 11    | 3     |
| Sous-total            | Sous-total            | Sous-total            | 28          | 6           | 3           | 4                     | 5                     | 0                     | -                              | 3                              | 0                              | 0                              | 35    | 11    | 3     |
| 2024-2025             | Bristol City          | Championship          | 0           | 0           | 0           | 0                     | 0                     | 0                     | -                              | -                              | -                              | -                              | 0     | 0     | 0     |
| Total sur la carrière | Total sur la carrière | Total sur la carrière | 72          | 20          | 16          | 7                     | 6                     | 0                     | -                              | 3                              | 0                              | 0                              | 82    | 26    | 16    |